# Calatagan
Calatagan is een gemeente in de Filipijnse provincie Batangas op het eiland Luzon. Bij de laatste census in 2010 telde de gemeente bijna 52 duizend inwoners.
In Calatagan is op een opgegraven pot een stuk tekst gevonden, geschreven in het Baybayin schrift. Deze vondst is een van de zeer zeldzame keren dat een geschreven tekst uit de periode van voor de Spanjaarden is aangetroffen.

## Geografie

### Bestuurlijke indeling
Calatagan is onderverdeeld in de volgende 25 barangays:
| - Bagong Silang - Baha - Balibago - Balitoc - Barangay 1 - Barangay 2 - Barangay 3 - Barangay 4 - Biga - Bucal - Carlosa - Carretunan - Encarnacion | - Gulod - Hukay - Lucsuhin - Luya - Paraiso - Quilitisan - Real - Sambungan - Santa Ana - Talibayog - Talisay - Tanagan |

## Demografie
Calatagan had bij de census van 2010 een inwoneraantal van 51.997 mensen. Dit waren 453 mensen (0,9%) meer dan bij de vorige census van 2007. Ten opzichte van de census van 2000 was het aantal inwoners gegroeid met 6.929 mensen (15,4%). De gemiddelde jaarlijkse groei in die periode kwam daarmee uit op 1,44%, hetgeen lager was dan het landelijk jaarlijks gemiddelde over deze periode (1,90%).

De bevolkingsdichtheid van Calatagan was ten tijde van de laatste census, met 51.997 inwoners op 112 km², 464,3 mensen per km².
Agoncillo · Alitagtag · Balayan · Balete · Batangas City · Bauan · Calaca · Calatagan · Cuenca · Ibaan · Laurel · Lemery · Lian · Lipa · Lobo · Mabini · Malvar · Mataasnakahoy · Nasugbu · Padre Garcia · Rosario · San Jose · San Juan · San Luis · San Nicolas · San Pascual · Santa Teresita · Santo Tomas · Taal · Talisay · Tanauan · Taysan · Tingloy · Tuy